# Allendesalazaria
Allendesalazaria is een geslacht van kevers uit de familie oliekevers (Meloidae).
Het geslacht is voor het eerst wetenschappelijk beschreven in 1910 door Martinez de la Escalera.

## Soorten
Het geslacht omvat de volgende soort:
- Allendesalazaria nymphoides Martinez de la Escalera, 1910